# Tabaco
Tabaco (offiziell: City of Tabaco) ist eine philippinische Stadt in der Provinz Albay. Der Teil von Tabaco City, der auf Luzon liegt, grenzt an Malinao im Norden, Polangui und Oas im Westen, Ligao City im Südwesten, an den Vulkan Mayon im Süden, Malilipot im Südosten, sowie an den Golf von Lagonoy im Osten. Zu Tabaco City gehört die Insel San Miguel, sie ist die nordwestlichste der vier Hauptinseln der Provinz Albay im Golf von Lagonoy und liegt östlich der Stadt. Zwei Barangays der Großstadt liegen auf Cagraray Island. Der Vulkan Mayon überragt die Stadt im Süden.

## Baranggays
Tabaco ist politisch in 47 Baranggays unterteilt.
| - Agnas (San Miguel Island) - Bacolod - Bangkilingan - Bantayan - Baranghawon - Basagan - Basud (Pob.) - Bogñabong - Bombon (Pob.) - Bonot - San Isidro - Buang - Buhian - Cabagñan - Cobo - Comon | - Cormidal - Divino Rostro (Pob.) - Fatima - Guinobat - Hacienda (San Miguel Island) - Magapo - Mariroc - Matagbac - Oras - Oson - Panal - Pawa - Pinagbobong - Quinale Cabasan (Pob.) - Quinastillojan - Rawis (San Miguel Island) | - Sagurong (San Miguel Island) - Salvacion (Cagraray Island) - San Antonio - San Carlos - San Juan (Pob.) - San Lorenzo - San Ramon - San Roque - San Vicente - Santo Cristo (Pob.) - Sua-Igot - Tabiguian - Tagas - Tayhi (Pob.) - Visita (San Miguel Island) |

## Wirtschaft
Tabaco war früher die wirtschaftliche Hauptstadt der Provinz Albay. Die Wirtschaft ist immer noch stark abhängig von der Landwirtschaft. Bedeutendste Anbaufrüchte sind Reis, Mais, Wurzelgemüse, Gemüse, Kokosnüsse und Abacá. Geflügel- und Schweineaufzucht sowie Fischerei sind die wichtigsten Industriezweige. Vom Naturhafen von Tabaco bedienen Fähren die Inselbarangays auf San Miguel Island und es besteht eine Fährverbindung zur Provinz Catanduanes.

### Tourismus
Von der Innenstadt Tabacos kann man den Nordhang des Vulkans Mayon bis auf etwa 800 m Höhe über dem Meeresspiegel hochfahren. Die Stadt hat kürzlich das jährlich stattfindende sogenannte Tabak festival zur Erinnerung an der Stadterhebung am 24. März 2001 ins Leben gerufen. Zum Schutz der Natur um den Vulkan wurde im Jahr 2000 der Mayon-Volcano-Nationalpark eingerichtet. An den Berghängen des Mayon wurde der Mayon Planetarium and Science Park in ca. 800 Metern über dem Meeresspiegel errichtet.